# Шогенов, Борис Амирович
Шогенов Борис Амирович (род. 14 июня 1986) — российский футболист, вратарь; тренер.

## Карьера
Начал заниматься футболом в Нальчике у Юрия Красножана. Впоследствии играл за дубль «Спартака-Нальчик», Майкопскую «Дружбу», «Луч-Энергию» и кировское «Динамо».
3 октября 2015 года в матче с «Зенитом-Ижевск» открыл счёт, забив гол со своей половины поля. В 2017 году Спорт-Экспресс включил этот гол в шестёрку удивительных вратарских мячей.
Летом 2017 года вернулся в Спартак-Нальчик, с которым в рамках кубка России обыграл по пенальти московское «Динамо» и на «Открытие Арене» дал бой московскому «Спартаку», разгромившему нальчан 5:2. Игру Шогенова в том матче высоко оценил Руслан Нигматуллин.
Шогенов играл за нальчан до лета 2020 года, а в начале 2021 стал тренером вратарей в этом клубе.